# Epictia striatula
Epictia striatula — вид змій родини струнких сліпунів (Leptotyphlopidae). Мешкає в Південній Америці.

## Поширення і екологія
Epictia striatula мешкають на східних схилах Анд на крайньому півдні Болівії (Тариха) та на півночі Аргентини (Сальта). Вони живуть у вологих тропічних лісах юнги. Живляться термітами.

## Збереження
МСОП класифікує цей вид як вразливий. Epictia striatula загрожує знищення природного середовища.